# Внешняя политика Исландии
Исландия получила контроль над своей внешней политикой в 1918 году, когда стала суверенным государством Королевство Исландия в личной унии с королем Дании. Как полностью независимое государство Исландия могла вступить в Лигу Наций, но предпочла не делать этого из-за стоимости членства в организации. Первоначально Исландия делегировала поддержание большей части своих внешнеполитических связей Дании, сохраняя при этом полный контроль. Дания назначила посла в Исландию в 1919 году, а Исландия ответила взаимностью в 1920 году, открыв посольство в Копенгагене. Исландия создала свое собственное внешнеполитическое ведомство в апреле 1940 года, когда Дания была оккупирована нацистской Германией и связи между двумя странами были разорваны. Республика Исландия была основана в 1944 году. В период после Второй мировой войны исландская дипломатическая служба развивалась медленно, лишь с середины 1990-х годов Исландия стала активной на международной арене. Наиболее тесные отношения Исландия поддерживает со странами Северной Европы, Европейским союзом и США. Исландия является членом Организации Объединенных Наций с 1946 года. Исландия была одним из основателей Всемирного банка в 1946 году и НАТО в 1949 году. Что касается европейской интеграции, Исландия была одним из основателей ОЭСР в 1948 году и Северного совета в 1952 году, она присоединилась к ЕАСТ в 1970 году, была одним из основателей СБСЕ (ныне ОБСЕ) в 1973 году и ЕЭЗ в 1992 году. В 1996 году вступила в Шенгенскую зону.
С 1951 по 2006 год в Исландии находилась американская военная база. Во время холодной войны у Исландии были тесные, но противоречивые отношения с Соединенными Штатами, что побудило некоторых ученых охарактеризовать Исландию как «мятежного союзника» и «союзника поневоле». Исландия неоднократно угрожала выйти из НАТО или отменить оборонное соглашение США во время холодной войны. Тем не менее, Соединенные Штаты предоставляли Исландии обширную экономическую помощь и дипломатическую поддержку. В 1986 году в Рейкьявике состоялась историческая встреча Рейгана и Горбачева, подготовившая почву для окончания холодной войны.
Исландия была первой страной, признавшей восстановленную независимость Литвы, Латвии, Эстонии, Грузии, Армении и Азербайджана от СССР в 1990–1991 годах. Исландия стала первой страной, признавшей независимость Черногории от союза Сербии и Черногории, а также первой признавшей независимость Хорватии 19 декабря 1991 года. Также Исландия стала первым западным государством, признавшим Палестину в 2011 году.

## Членство в международных организациях
Исландия является членом следующих организаций: Организация Североатлантического договора; Организация по безопасности и сотрудничеству в Европе; Международный уголовный суд; Международный банк реконструкции и развития; Международная ассоциация развития; Международная финансовая корпорация; Организация экономического сотрудничества и развития; Европейская экономическая зона; Европейская ассоциация свободной торговли; Совет Европы; Международная организация уголовной полиции. С 19 ноября 1946 года Исландия является членом Организации Объединенных Наций и большинства ее специализированных учреждений, включая Международный валютный фонд, Всемирную торговую организацию, Продовольственную и сельскохозяйственную организацию, Международное агентство по атомной энергии, Международную организацию гражданской авиации, Международную организацию труда, Международную морскую организацию, Международный союз электросвязи, ЮНЕСКО, Всемирный почтовый союз, Всемирную организацию здравоохранения, Всемирную метеорологическую организацию и Международную китобойную комиссию.

## Заявка на членство в Европейском Союзе

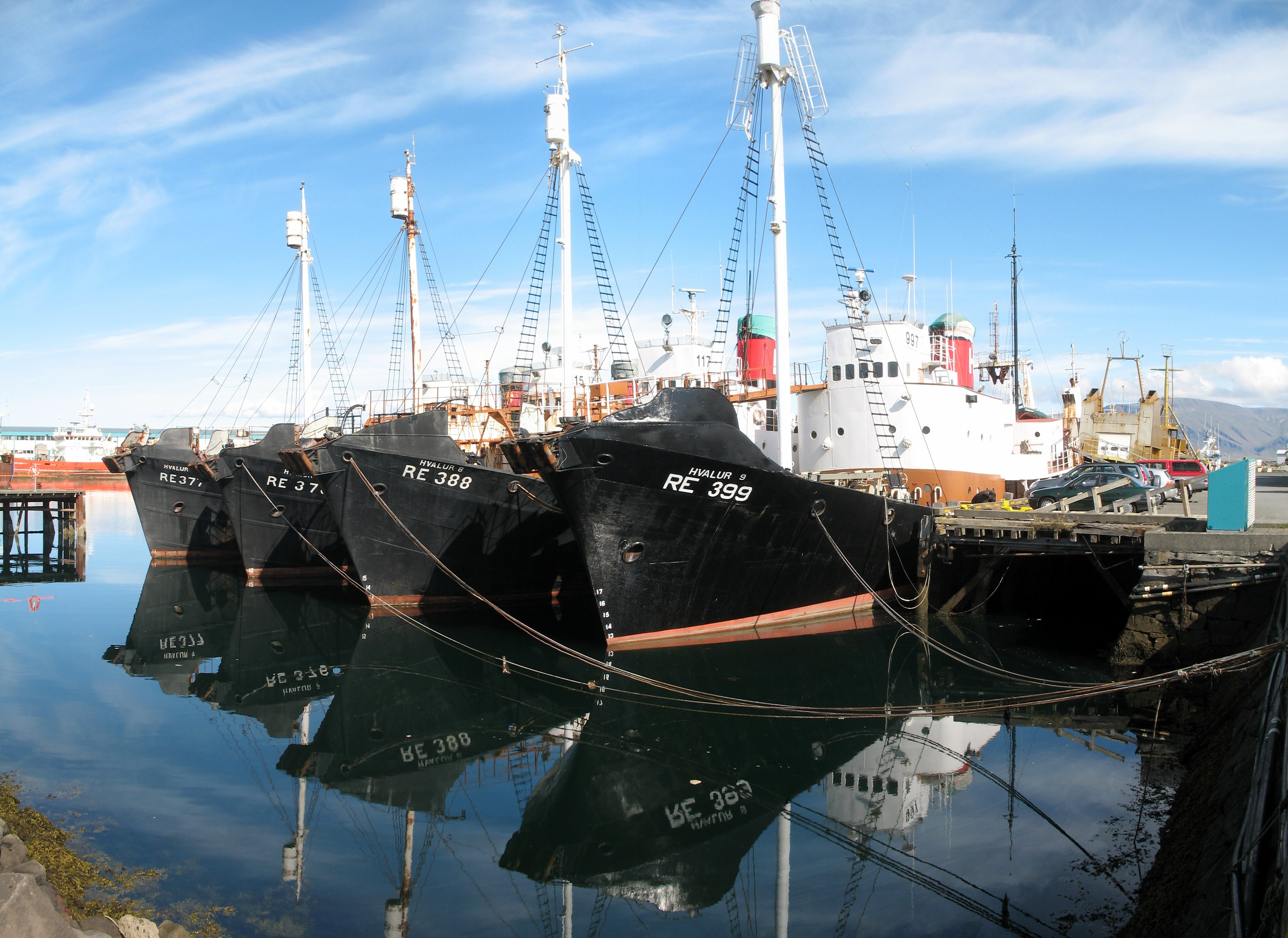
Нежелание Исландии присоединиться к Общей политике ЕС в области рыболовства является основным камнем преткновения на пути к вступлению.

Исландия имела тесные отношения с Европейским Союзом на протяжении всего времени его существования, но оставалась вне союза (вместо этого присоединилась к Европейской зоне свободной торговли и ЕАСТ). В 1972 году обе стороны подписали соглашение о свободной торговле, а в 1994 году Исландия присоединилась к Европейскому экономическому пространству. ЕС является самым важным торговым партнером Исландии с сильным положительным сальдо торгового баланса в 2008-2009 годах с точки зрения товаров, услуг и прямых иностранных инвестиций.
После финансового кризиса 2008 года Исландия стремилась вступить в ЕС. 16 июля 2009 года была подана заявка на членство, а 17 июня 2011 года начались официальные переговоры. После заключения соглашения договор о присоединении должен был быть ратифицирован каждым государством ЕС и вынесен на национальный референдум в Исландии. Однако, с тех пор как заявка была подана, общественная поддержка членства в ЕС снизилась, в том числе из-за спорных вопросов, связанных с исландским рыболовством.
В 2014 году Исландия заморозила свою заявку на вступление в Европейский Союз.

## Международные споры

### Права на ловлю рыбы
Основные международные споры Исландии касались разногласий по поводу прав на рыбную ловлю. Конфликт с Великобританией привел к так называемым Тресковым войнам в 1952–1956 годах из-за расширения рыболовной зоны с 3 до 4 морских миль (от 6 до 7 км), 1958–61 из-за расширения промыслового района до 12 морских миль (22 км), в 1972–73 гг. в связи с дальнейшим его расширением до 50 морских миль (93 км), а в 1975-76 гг. в связи с его расширением до 200 морских миль (370 км). Разногласия с Норвегией и Россией по поводу прав на рыбный промысел в Баренцевом море были успешно разрешены в 2000 году.

### Китобойный промысел
Многие защитники окружающей среды были обеспокоены тем, что Исландия вышла из Международной китобойной комиссии (МКК) в июне 1992 года в знак протеста против решения МКК не снимать запрет на китобойный промысел после того, как Научный комитет МКК определил, что добыча определенных видов может быть безопасно возобновлена. В том же году Исландия совместно с Норвегией, Гренландией и Фарерскими островами создала отдельную комиссию для сохранения, изучения и использования морских млекопитающих. С тех пор Исландия возобновила китобойный промысел в научных целях и снова присоединилась к МКК (в октябре 2002 года). Министерство рыболовства Исландии выдало разрешение на охоту на 39 китов в коммерческих целях 17 октября 2006 году. 1 ноября 25 государств направили официальный дипломатический протест исландскому правительству по поводу возобновления коммерческого китобойного промысла. Протест возглавила Великобритания и поддержали другие страны, такие как Финляндия и Швеция.

### Роколл
У Исландии продолжается территориальный спор с Данией (от имени Фарерских островов), с одной стороны, и с Великобританией и Ирландией, с другой стороны, относительно претензий на континентальный шельф в районе Хаттон-Роколл в Северной Атлантике в соответствии с Конвенцией ООН по морскому праву (1982 г.). Претензии Исландии охватывают практически всю территорию, на которую претендуют три другие страны, за исключением небольшой части в юго-восточной части ирландских претензий, в то время как Фареры претендуют на большую часть территории, на которую претендуют Великобритания и Ирландия.

### Спор из-за Icesave
Дипломатический спор между Исландией, Нидерландами и Великобританией возник после того, как 7 октября 2008 года частный исландский банк Landsbanki был передан под внешнее управление. Поскольку Landsbanki был одним из трех системно важных финансовых учреждений в Исландии, обанкротившихся в течение несколько дней, у Исландского гарантийного фонда вкладчиков и инвесторов (Tryggingarsjóður) не осталось средств для выплаты гарантий по депозитам иностранным вкладчикам Landsbanki, которые хранили сбережения в отделении банка "Icesave". В результате, 343306 частных вкладчиков из Великобритании и Нидерландов потеряли в общей сложности 6,7 млрд евро сбережений. Британская и голландская национальные системы гарантирования вкладов покрыли выплаты до максимального предела национальных гарантий по вкладам, а остальная часть была покрыта за государственный счет Великобритании и Нидерландов. Затем они потребовали возврата средств от Исландии, которая провела два референдума по этому вопросу в 2010 и 2011 годах, однако, на обоих референдумах большинство исландцев высказались против выплаты компенсации. Дело о выплатах рассматривалось как юридический спор в суде ЕАСТ, который 28 января 2013 года освободил Исландию от оспариваемых обязательств по гарантиям депозитов.